# Jacob Sturm

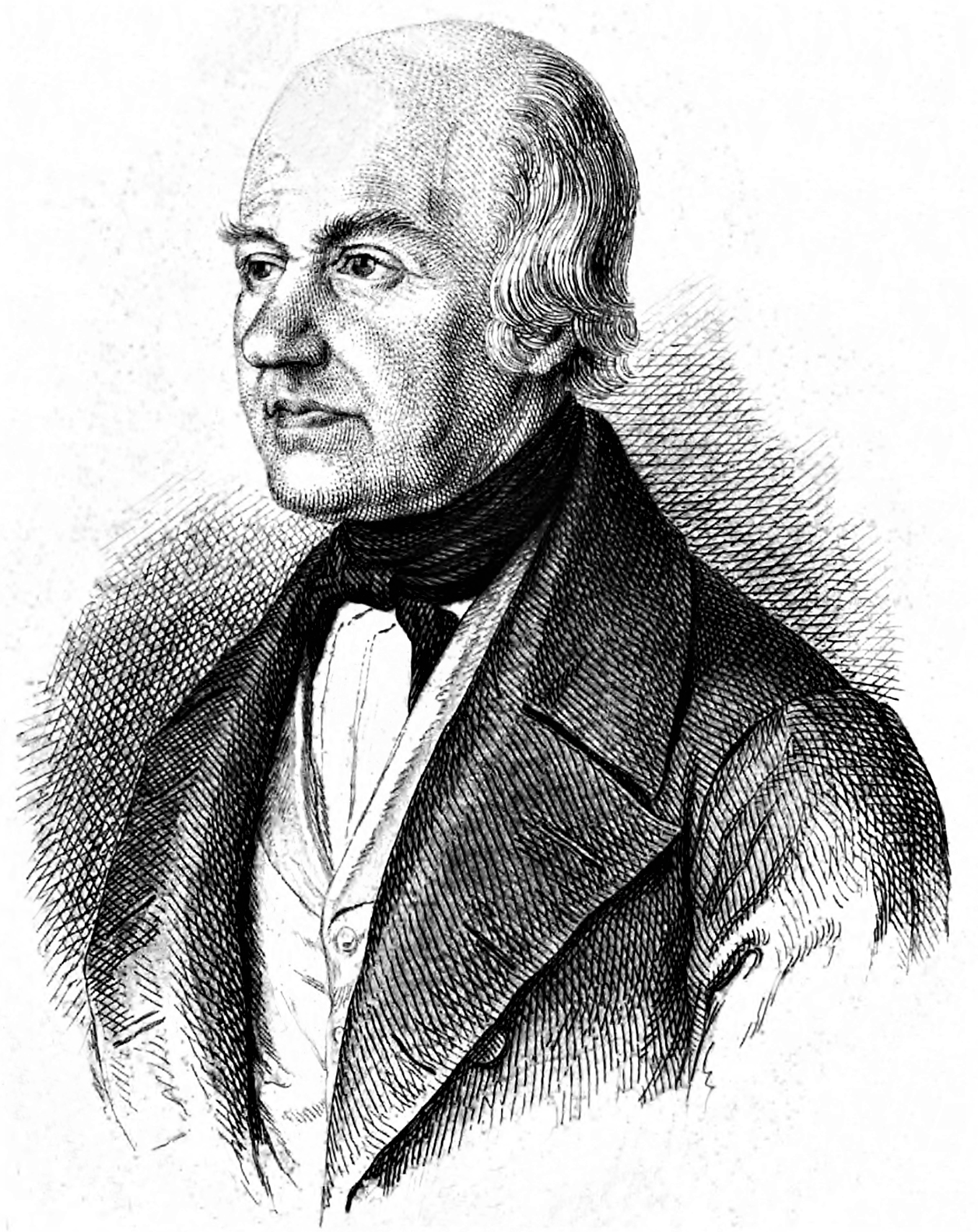
Jacob Sturm

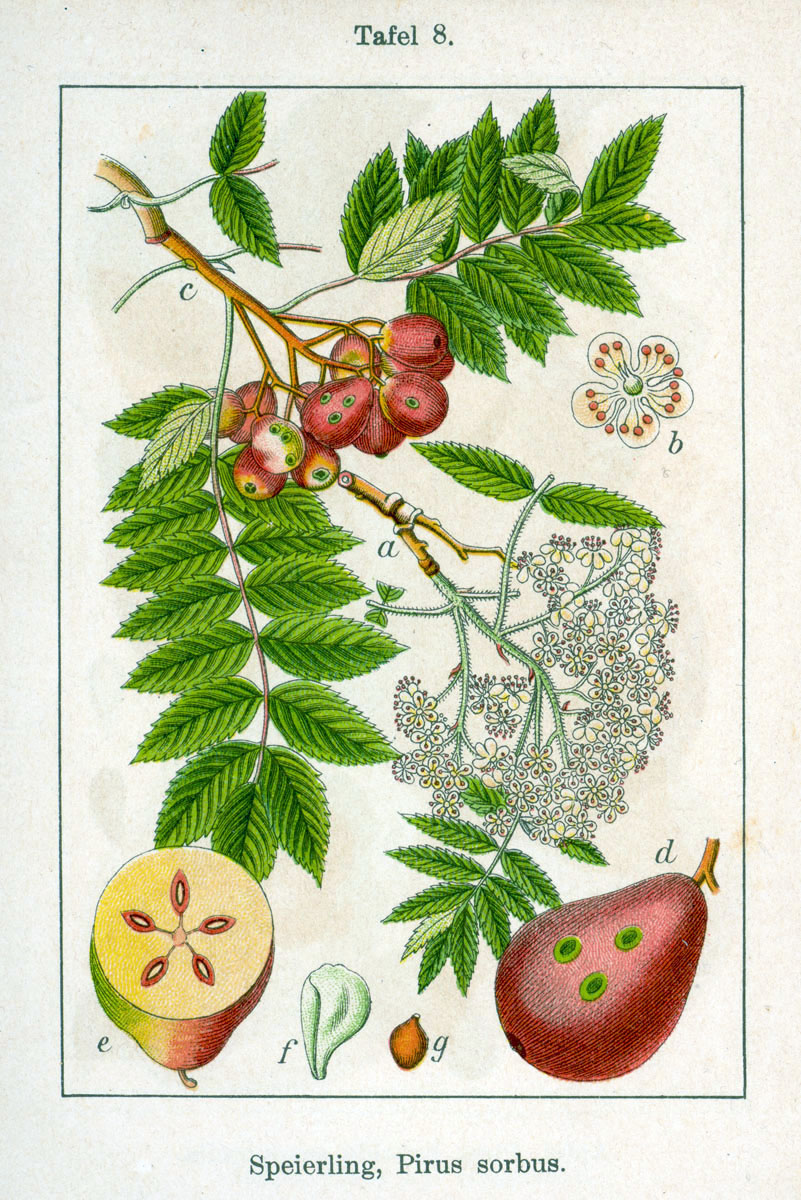
Sorbus domestica in Deutschlands Flora in Abbildungen

Jacob Sturm (Norimberga, 21 marzo 1771 – Norimberga, 28 novembre 1848) è stato un incisore tedesco, uno dei principali di pubblicazioni scientifiche entomologiche e botaniche in Germania tra la fine del XVIII e l'inizio del XIX secolo.

## Biografia
Era l'unico figlio dell'incisore Johann Georg Sturm (1742-1793), che lo addestrò nel disegno e nell'incisione su rame.
Sturm divenne un celebre collezionista di insetti e fondò la Società di Norimberga per la storia naturale. Le sue stampe entomologiche e botaniche sono disegnate in modo molto accurato, mostrano piccoli dettagli e godono di una grande popolarità tra i naturalisti. Poiché la maggior parte delle sue opere sono state pubblicate in piccolo formato, potevano essere acquistate da un pubblico più vasto ed erano molto popolari. Durante questo periodo, Norimberga fu il centro della produzione di libri di storia naturale in Germania.
Il libro Deutschlands Flora, 1798–1862. 163 incisioni (in 136 volumi) contiene ... piccole incisioni ordinate e attraenti, non più di 12 cm. per 10. Scelse quindi deliberatamente questo piccolo formato al fine di rendere la conoscenza della flora tedesca disponibile e dare immagini al maggior numero possibile di persone e al prezzo più economico. Nonostante la loro piccola dimensione, le immagini hanno una quantità sorprendente di dettagli. Jacob Sturm apprese la sua arte da suo padre, Johann Georg Sturm, che era anche un incisore di Norimberga

## Alcune opere illustrate da Jacob Sturm
- Deutschlands Flora in Abbildungen nach der Natur mit Beschreibungen (dal 1796 al 1862) con 2 472 incisioni illustrative dei testi di Johann Christian Daniel von Schreber, David Heinrich Hoppe, Heinrich Gottlieb Ludwig Reichenbach (1793–1879) e altri;
- traduzione di Entomologie di Guillaume-Antoine Olivier (1756–1814) di Johann Karl Wilhelm Illiger (1775–1813), Abbildungen zu Karl Illigers Uebersetzung von Oliviers Entomologie (1802–1803, Norimberga);
- Beschreibung der Gräser nehst ihren Abbildungen nach der Natur de JCD von Schreber (1766–1779, Lipsia);
- Deutschlands Insectenfaune et Kritische Revision der Insectenfaune Deutschlands ... di Georg Wolfgang Franz Panzer (Norimberga, 1805–1806);
- Catalecta Botanica quibus Plantae Novae et Minus Cognitae Describuntur atque Illustrantur d ' Albrecht Wilhelm Roth (1757–1834) (3 volumi, Lipsia, 1797–1806);
- Versest einer geognostisch-botanischen Darstellung der Flora der Vorwelt (Lipsia, 1820–1838) e Revisio Saxifragarum Iconibus Illustrata (Regensberg, 1810–1822, Lipsia, 1831) del conte Kaspar Maria von Sternberg;
- System der Pilze und Schwämme (Wurbzerg, 1816) e Bryologia Germanica, o Beschreibung der in Deutschland e in Schweiz wachsenden Laubmoose (Norimberga, 1823-1831) di Christian Gottfried Daniel Nees von Esenbeck;
- Caricologia germanica, o Beschreybungen e Abbildungen aller in Deutschland wildwachsenden Seggen ( Nüremberg, 1835) de DH Hoppe.